# Teneridrilus mastix
Teneridrilus mastix är en ringmaskart som först beskrevs av Brinkhurst 1978.  Teneridrilus mastix ingår i släktet Teneridrilus och familjen glattmaskar. Inga underarter finns listade i Catalogue of Life.